# Bjeloruska kuhinja
Bjeloruska kuhinja temelji se na povrću i žitaricama te drugoj hrani tipičnoj za regiju, kao što su: krumpir, repa, šumski plodovi (gljive, šumsko bobičasto voće), raž i ječam, uz svinjetinu, teletinu, piletinu, slatkovodne ribe (kao što su: pastrva, smuđ i šaran) te mlijeko i mliječnih proizvoda (tvrdi ili svježi sir, vrhnje i kiselo vrhnje).
Krumpir zaslužuje posebno mjesto, jer je osnova mnogih jela bjeloruske kuhinje.
Jelo, koje se ponekad smatra nacionalnim jelom Bjelorusije su draniki, palačinke od krumpira (grubo nariban krumpir, pomiješan s brašnom i jajima, pržen, ponekad s nadjevima). Druga jela, koja se temelje na krumpiru: su razne vrste peciva, obično punjena i pržena ili krumpir na lešo te babka - pita od pire krumpira, jaja, luka i slanine, obično se peče u pećnici. 
Meso se obično jede s prilogom od povrća kao što su: krumpir, mrkva, kupus, cikla, koraba, grašak i dr. Također je karakteristično, da se mnoga jela od povrća i mesna jela pripremaju na tradicionalan način u glinenim posudama. 
Puno se jedu juhe, a najpopularnije su: boršč, šči i haladnik.
Osim krumpira, puno se koriste žitarice. Najčešće se jede raženi kruh. Od salata jedu se: salata od kupusa, salata od cikle, salata od rajčica, krastavaca i radiča.
Popularne su palačinke „blini“ jednostavnoga sastava ili miješane s krumpirima, jabukama ili sirom. Od tjestenine jedu se kalduni, srodni ruskim peljmenima. Zacirka je vrsta tjestenine tipična za ovu zemlju i jede se s dodatkom mlijeka ili posoljene slanine. 
Bjeloruska kuhinja ima mnoga jela, kao i neki susjedni narodi kao što su: Poljaci (bigos, juha krupnik), Rusi (boršč, blini) i Litavci (vareniki).
Popularna pića su: votka, kvas, pivo, vino i kompot.

## Galerija bjeloruskih jela
- Šunka polendvica
- Kruh s izložbe
- Kniš (krumpir, meso, kiselo zelje, kaša, sir i luk)
- Prodaja slanine na tržnici.